# Tese arábica
A chamada tese arábica é uma das teorias que procura explicar a origem do Trovadorismo.
Esta tese considera que o Trovadorismo teve influência da poesia árabe ("carjas" moçárabes, isto é, refrões de poemas hispano-árabes escritos no dialeto moçárabe).
Além dessa tese, existem três outras, bastante distintas entre si:
- a folclórica;
- a médio-latinista; e
- a litúrgica (que se refere a poemas religiosos).[1]